# 嚢果
嚢果（のうか、cystocarp）とは、真正紅藻綱（Florideophyceae）において果胞子体が雄性配偶体の組織である果皮（pericarp）に包まれた球体の構造を指す
例えば、フノリ属（Gloiopeltis）では、内皮層の特別な側糸において、下部の細胞1つが助細胞となり、そこから2細胞からなる造果糸が生じ、連絡糸を介して受精核を受け取った助細胞は周囲の細胞と融合して融合細胞となって造胞糸を生じるが、造胞糸はほとんどが果胞子嚢になり、嚢果は藻体表面に突出する。
マクサ（Gelidium elegans）は雌性配合体に嚢果を生成し、その中に果胞子を蓄えている。クシノハフタツガサネ（Antithamnion defectum）は、嚢果から果胞子を放出する。